# یواس‌اس کاوالارو (ای‌پی‌دی-۱۲۸)
یواس‌اس کاوالارو (ای‌پی‌دی-۱۲۸) (به انگلیسی: USS Cavallaro (APD-128)) یک کشتی بود که طول آن ۳۰۶ فوت (۹۳ متر) بود. این کشتی در سال ۱۹۴۴ ساخته شد.